# Lunchberedning
Lunchberedning kallas de informella diskussioner under de luncher en politisk församling äter tillsammans. Under dessa möten diskuteras större ärenden som ska upp på kommande regeringssammanträde.